# 庄科村
庄科村，是中华人民共和国山东省东平县老湖镇下辖的一个行政村，1991年时，有人口1063人，耕地面积1592亩。庄科村始建于明朝初年，当时王姓在安山湖东岸建村，村名来源无考。1958年东平湖蓄洪，庄科村东迁，村庄旧址则淹没于东平湖下。:155